# 北名古屋市
北名古屋市（日语：／ Kitanagoya shi */?）是位於日本愛知縣西北部的城市，全境為平原地形，介於五條川以南，新川以北；轄區緊鄰於名古屋市的北側，距離名古屋市的市中心區域僅約十公里，其市名「北名古屋」也正是因此而來。

## 人口
由於緊鄰名古屋市，自市區內的鐵路可在二十分鐘內抵達名古屋市區，甚至也有列車可直接通入名古屋市營地下鐵，因此成為名古屋市的通勤城鎮，也使得人口持續成長，即使在2010年代日本總人口開始負成長時，人口至今仍能持續成長。
| 北名古屋市人口分布圖 |                                                   |  |
| 北名古屋市與日本全國年齡別人口分布比較圖 （2005年資料） | 北名古屋市的年齡、男女別人口分布圖 （2005年資料） |  |
| ■紫色是北名古屋市 ■綠色是全国 | ■藍色是男性 ■紅色是女性                           |  |
| 北名古屋市人口變化 \| 1970年 \| 46,740人 \| \| \| 1975年 \| 63,165人 \| \| \| 1980年 \| 69,078人 \| \| \| 1985年 \| 70,927人 \| \| \| 1990年 \| 72,582人 \| \| \| 1995年 \| 73,870人 \| \| \| 2000年 \| 75,728人 \| \| \| 2005年 \| 78,078人 \| \| \| 2010年 \| 81,571人 \| \| \| 2015年 \| 84,133人 \| \| \| 2020年 \| 86,385人 \| \| |                                                   |  |
| 資料來源：日本總務省統計中心提供之人口普查數據 |                                                   |  |
| 1970年 | 46,740人                                          |  |
| 1975年 | 63,165人                                          |  |
| 1980年 | 69,078人                                          |  |
| 1985年 | 70,927人                                          |  |
| 1990年 | 72,582人                                          |  |
| 1995年 | 73,870人                                          |  |
| 2000年 | 75,728人                                          |  |
| 2005年 | 78,078人                                          |  |
| 2010年 | 81,571人                                          |  |
| 2015年 | 84,133人                                          |  |
| 2020年 | 86,385人                                          |  |

## 歷史
現在的北名古屋市轄區過去在令制國時代屬於尾張國春日井郡，16世紀中織田氏的家臣簗田政綱曾在此領有九之坪城。
17世紀進入江戶時代後，大部分區域都成為尾張藩的領地，少部分區域屬於尾張藩御附家老成瀨氏犬山藩的領地。19世紀末明治維新實施廢藩置縣後，原屬各藩的區域分別改隸屬名古屋縣和犬山縣，在1872年的第一次府縣整併後全部區域隸屬新整併的名古屋縣，而名古屋縣在四個月後更名為愛知縣。
1889年日本實施町村制，現在的北名古屋市轄區在當時分屬西春日井郡下的下拾箇村、上拾箇村、九之坪村、鹿田村、訓原村、六師村、熊之村七個行政區劃，1906年愛知縣進行町村整併後，位於東側的四個村被整併為師勝村，位於西側的三個村被整併為西春村；這兩個村先後在1961年及1963年升格成為師勝町及西春町，其中過去原屬熊之庄村的藥師寺地區在1900年一度並整併至五條村，後又成為北里村的一部分，不過在1963年也被併回師勝町。
2000年代日本政府開始推動平成大合併，師勝町及西春町因而在2006年合併為北名古屋市。

### 變遷表
| 1889年10月1日 | 1889年 - 1944年            | 1889年 - 1944年            | 1945年 - 1954年            | 1955年 - 1989年            | 1989年 - 現在                  | 現在                           |
| ------------- | -------------------------- | -------------------------- | -------------------------- | -------------------------- | ------------------------------ | ------------------------------ |
| 下拾箇村      | 下拾箇村                   | 1906年7月16日 合併為西春村 | 1906年7月16日 合併為西春村 | 1963年11月1日 改制為西春町 | 2006年3月20日 合併為北名古屋市 | 2006年3月20日 合併為北名古屋市 |
| 上拾箇村      |                            | 1906年7月16日 合併為西春村 | 1906年7月16日 合併為西春村 | 1963年11月1日 改制為西春町 | 2006年3月20日 合併為北名古屋市 | 2006年3月20日 合併為北名古屋市 |
| 九之坪村      |                            | 1906年7月16日 合併為西春村 | 1906年7月16日 合併為西春村 | 1963年11月1日 改制為西春町 | 2006年3月20日 合併為北名古屋市 | 2006年3月20日 合併為北名古屋市 |
| 鹿田村        | 鹿田村                     | 1906年7月16日 合併為師勝村 | 1906年7月16日 合併為師勝村 | 1961年4月1日 改制為師勝町  | 2006年3月20日 合併為北名古屋市 | 2006年3月20日 合併為北名古屋市 |
| 訓原村        |                            | 1906年7月16日 合併為師勝村 | 1906年7月16日 合併為師勝村 | 1961年4月1日 改制為師勝町  | 2006年3月20日 合併為北名古屋市 | 2006年3月20日 合併為北名古屋市 |
| 六師村        |                            | 1906年7月16日 合併為師勝村 | 1906年7月16日 合併為師勝村 | 1961年4月1日 改制為師勝町  | 2006年3月20日 合併為北名古屋市 | 2006年3月20日 合併為北名古屋市 |
| 熊之村        | 熊之村                     | 1906年7月16日 合併為師勝村 | 1906年7月16日 合併為師勝村 | 1961年4月1日 改制為師勝町  | 2006年3月20日 合併為北名古屋市 | 2006年3月20日 合併為北名古屋市 |
| 熊之村        | 1900年7月16日 合併為五條村 | 1906年7月16日 合併為北里村 | 1906年7月16日 合併為北里村 | 1963年9月1日 併入師勝町    | 2006年3月20日 合併為北名古屋市 | 2006年3月20日 合併為北名古屋市 |
| 小木村        | 1900年7月16日 合併為五條村 | 1906年7月16日 合併為北里村 | 1906年7月16日 合併為北里村 | 1963年9月1日 併入小牧市    | 1963年9月1日 併入小牧市        | 1963年9月1日 併入小牧市        |
| 小木村        | 小木村                     | 1906年7月16日 合併為北里村 | 1906年7月16日 合併為北里村 | 1963年9月1日 併入小牧市    | 1963年9月1日 併入小牧市        | 1963年9月1日 併入小牧市        |
| 尾張村        |                            | 1906年7月16日 合併為北里村 | 1906年7月16日 合併為北里村 | 1963年9月1日 併入小牧市    | 1963年9月1日 併入小牧市        | 1963年9月1日 併入小牧市        |
| 多氣村        |                            | 1906年7月16日 合併為北里村 | 1906年7月16日 合併為北里村 | 1963年9月1日 併入小牧市    | 1963年9月1日 併入小牧市        | 1963年9月1日 併入小牧市        |

## 行政
2006年北名古屋市政府成立時，並未從原本的師勝町公所廳舍或是西春町公所廳舍中擇一成為新市政府的主廳舍，也未另外建立新的廳舍，而是將兩棟舊有的町公所廳舍同時做為新的市政府廳舍，分別成為市政府東廳舍及市政府西廳舍，市政府的組織也分別分散到這兩座廳舍內辦公。

## 交通

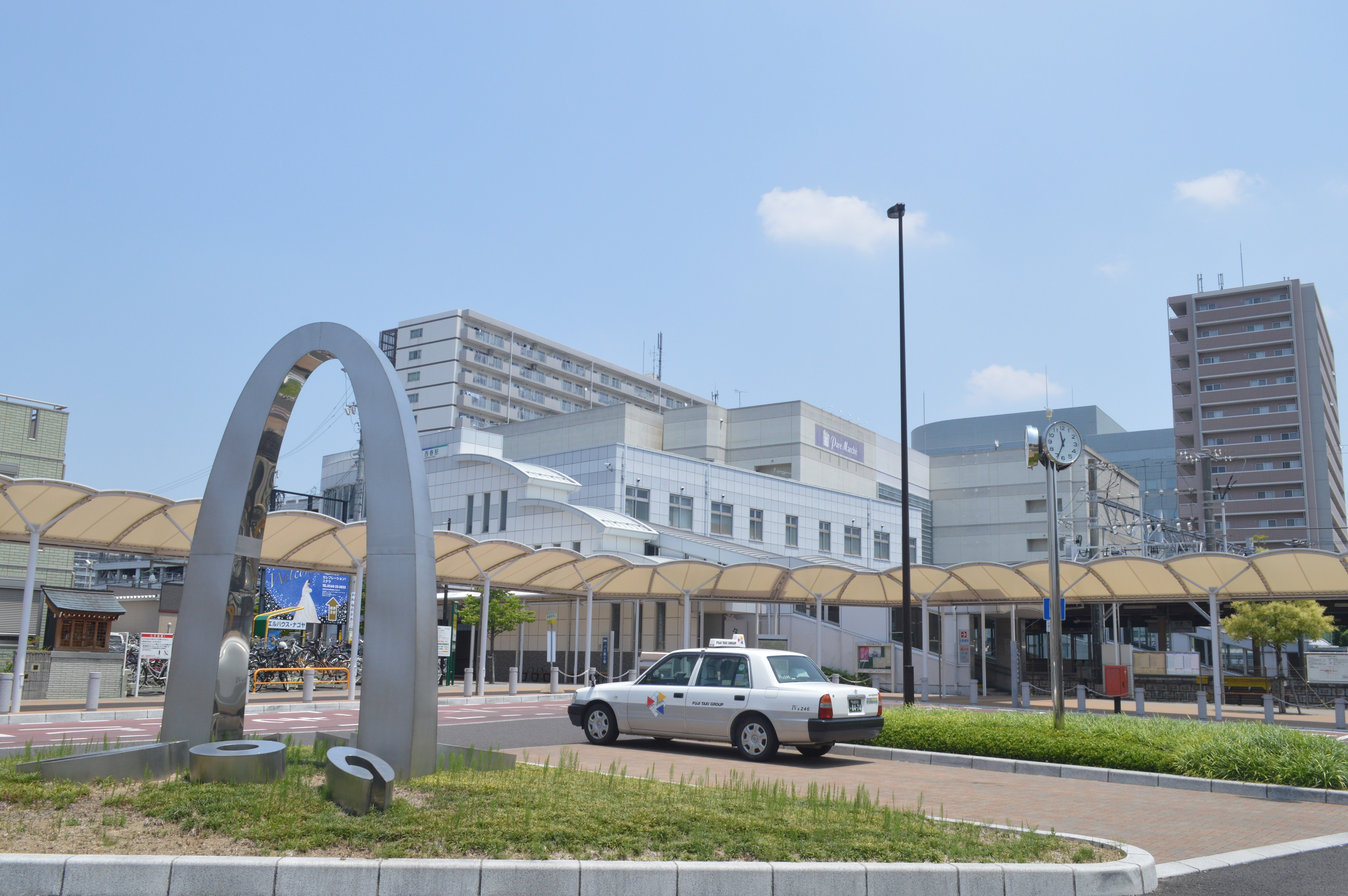
西春車站西口

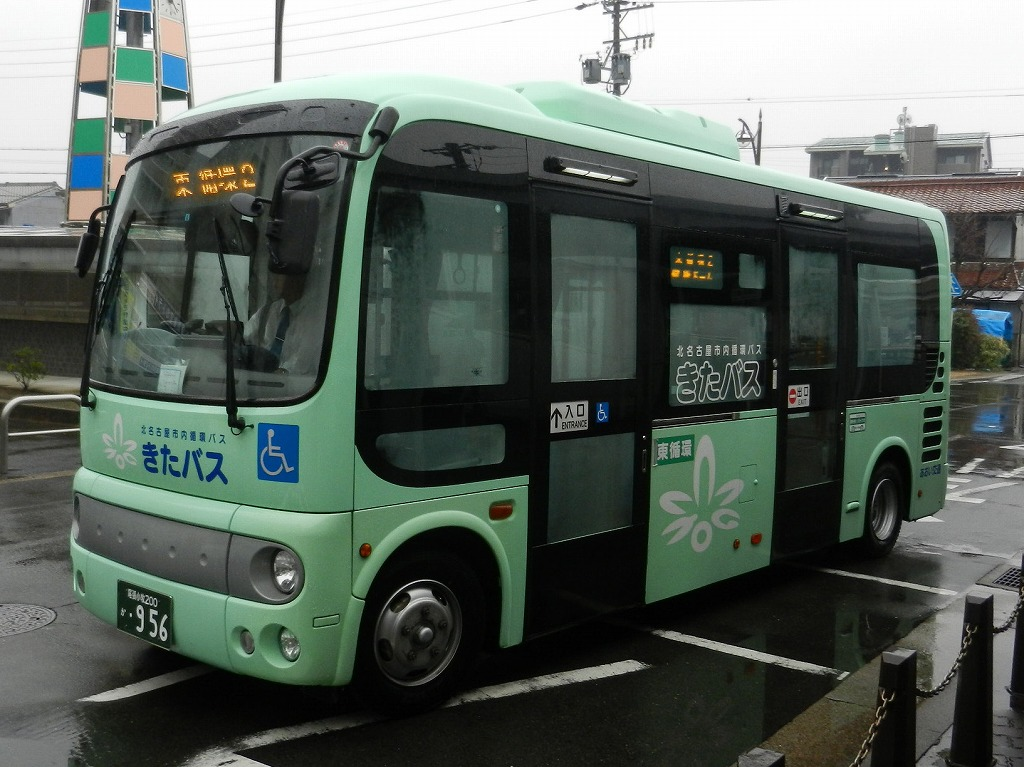
北巴士

名古屋鐵道犬山線以南北向通過北名古屋市內的中央區域，除了名古屋鐵道本身的列車可往南接至名鐵名古屋站外，名古屋市營地下鐵鶴舞線也會直接自地下鐵段直通運行至此，因此自此可在約二十分鐘內直接抵達名古屋市的主要市區。
雖然市區內無高速公路直接通過，但名古屋高速11號小牧線、名古屋高速16號一宮線、名古屋第二環狀自動車道分別從轄區外的東側、西側及南側通過，因此在市內仍可方便的利用高速路網。
市內的客運主要為市政府委託葵交通經營的社區巴士「北巴士」負責，以西春車站為與鐵路的轉運樞紐，共規劃有十條路線。

### 鐵路
- 名古屋鐵道
  - 犬山線：（←名古屋市） - 西春車站 - 德重、名古屋藝大車站 - （岩倉市→）

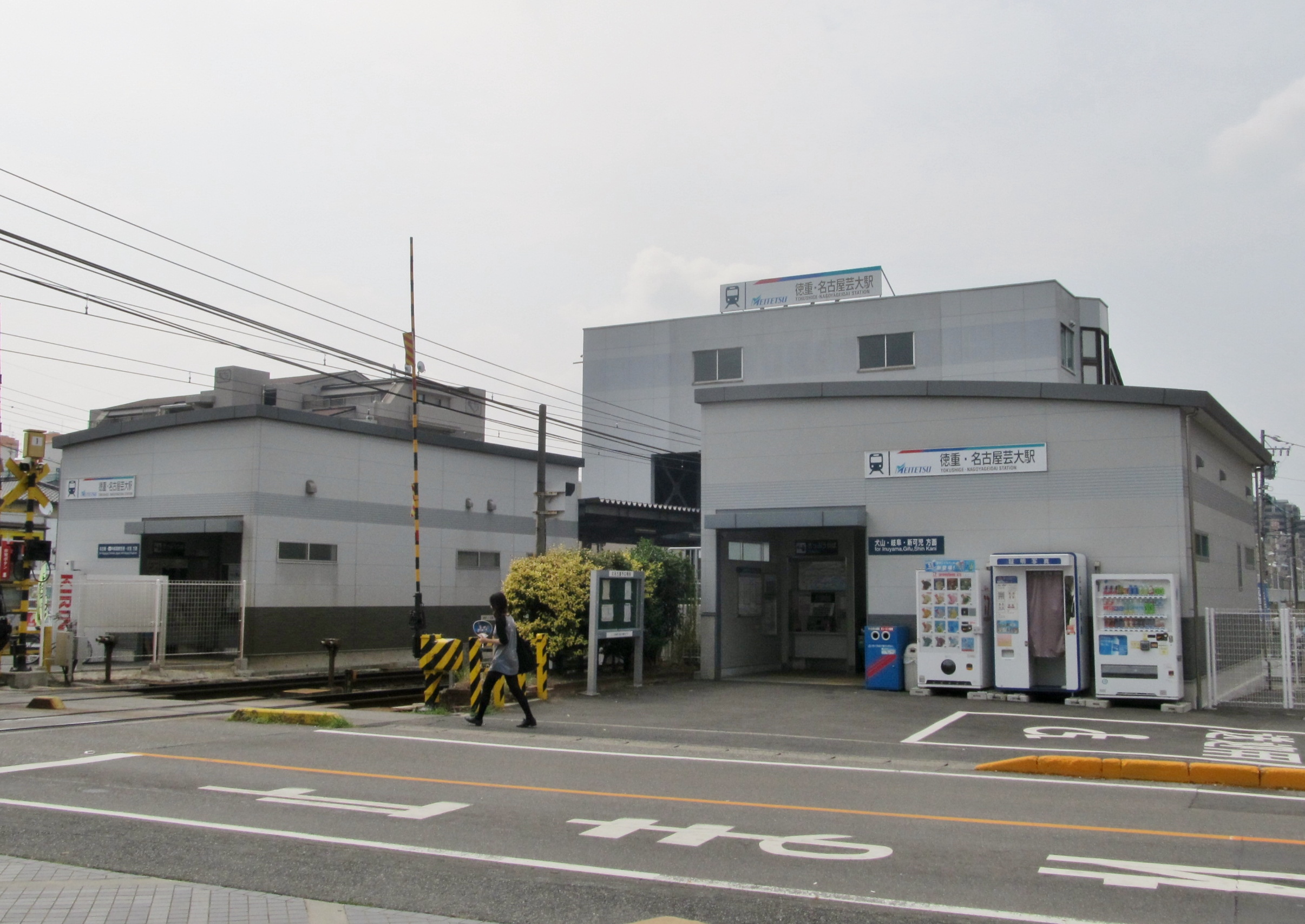
德重、名古屋藝大車站

### 公路
高速公路
- 名古屋高速16號一宮線：（清須市） - 西春出入口 - 一宮西春出入口 - （一宮市）

## 觀光資源

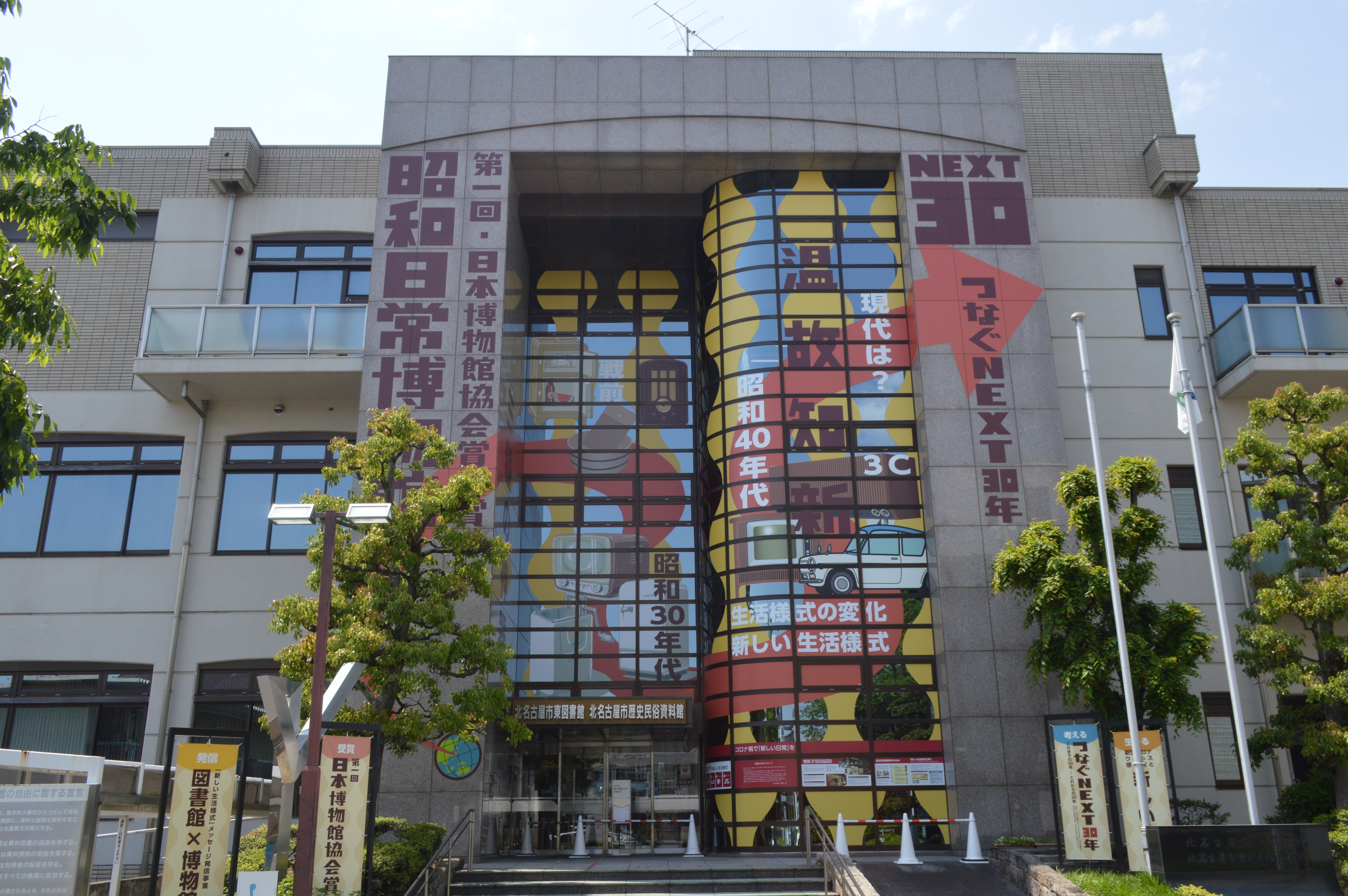
昭和日常博物館外觀

位於東部市區的歷史民俗資料館，由於以昭和年代的日常文物為收藏主題，因而又稱為昭和日常博物館，並成功了本地的特色景點，也與年長者照顧團體而做設計了專門針對長者的回憶課程。

## 教育
以藝術學部及教育學部為主的名古屋艺术大学是市內唯一的高等教育學校，該校在市內分別設有東校區及西校區，東校區為校本部，並以藝術學部的音樂領域及教育學部為主，西校區則是以藝術學部的美術領域及設計領域為主。

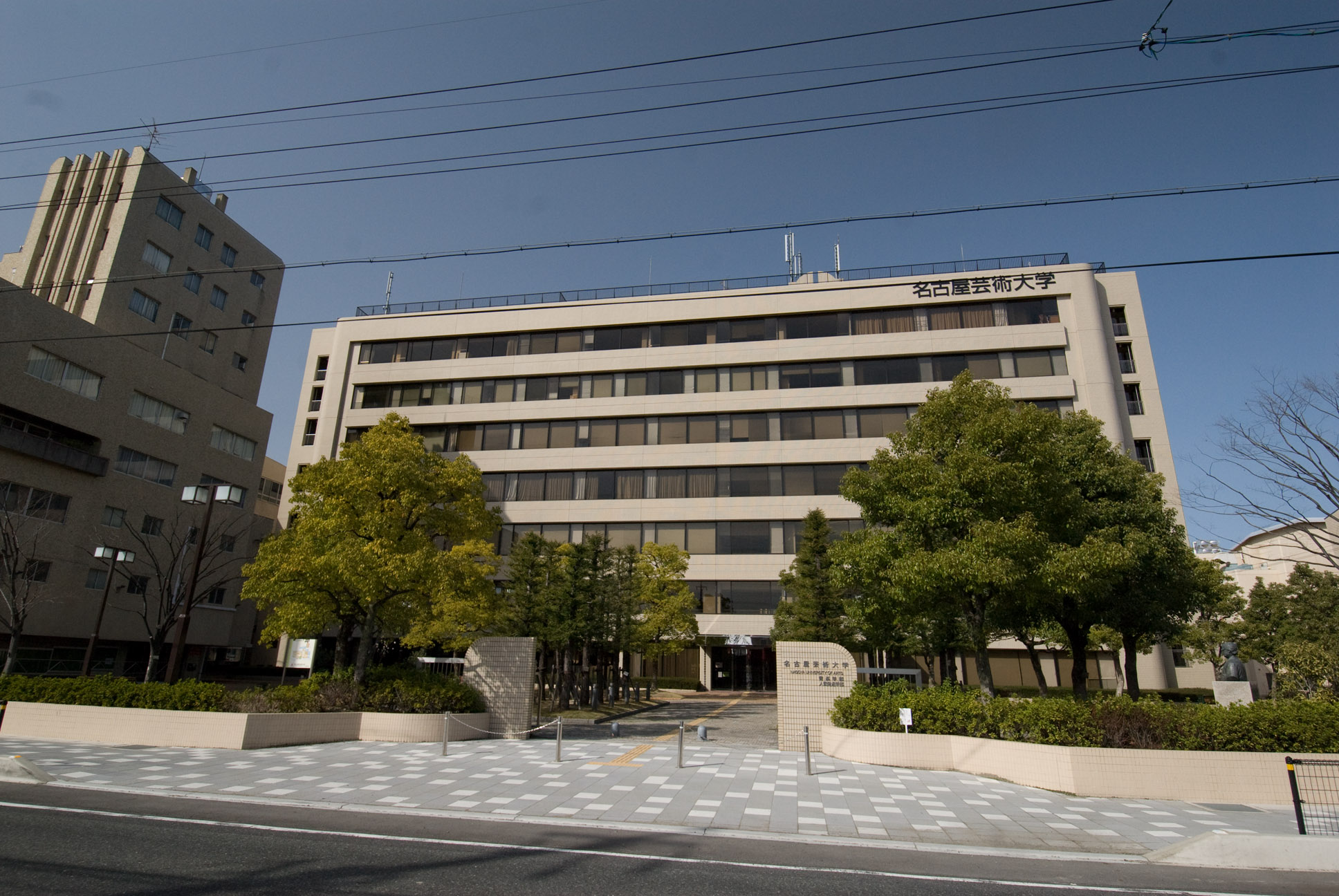
名古屋藝術大學東校區
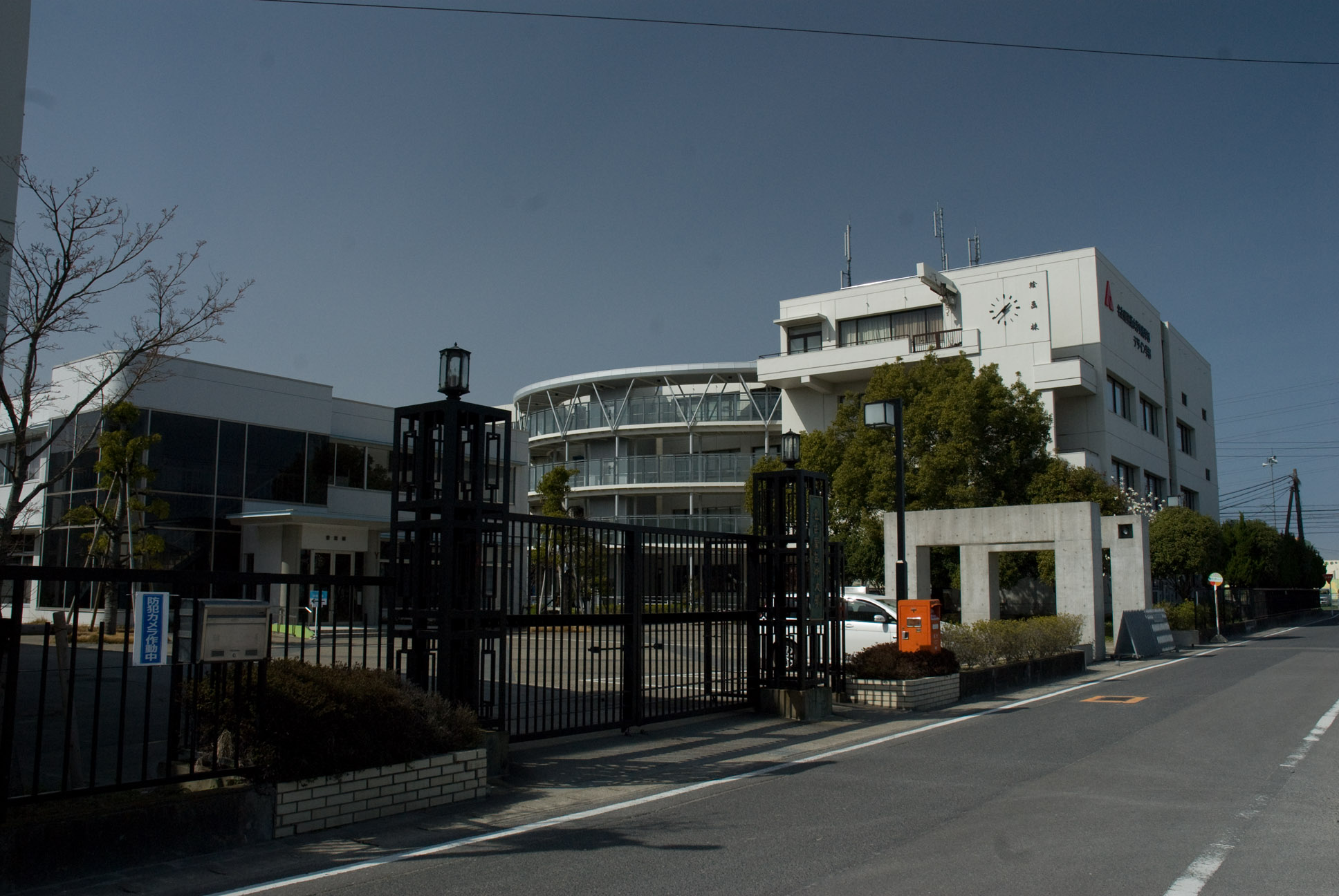
名古屋藝術大學西校區

## 姊妹、友好城市

### 海外
- 務安郡（韓國全羅南道）
兩地於2008年締結為友好交流城市。[10]

### 日本
- 大桑村（長野縣）
在1982年原師勝町與大桑村即開始交流，北名古屋市因而在2008年與其締結友好提攜協。[11]

## 外部連結
- （日語） YouTube上的北名古屋市頻道